# Difficultés en mathématiques
Les difficultés en mathématiques qualifient une situation d'inaptitude, chronique ou non, à construire la solution d'un problème mathématique.

## Quelques types de difficultés
Les difficultés en mathématiques sont aussi nombreuses que diverses, et il est très peu  probable qu'on puisse un jour les dénombrer toutes du fait que toute difficulté n'est que la résultante d'un ensemble d'autres difficultés. En voici quelques-unes parmi les plus couramment rencontrées :
- difficultés lexicales : connaissance imparfaite de la signification des termes[1] ; cela peut entraîner des difficultés à comprendre le cours ou ce qui est demandé dans les énoncés d'exercices ;

- difficultés liées au  discernement des objets mathématiques : ne pas savoir quelle hypothèse ou quelle proposition utiliser pour résoudre tel problème mathématique ou tel autre. Cela conduit souvent à la confusion dans les concepts ;
- difficultés liées à la mémoire : souvenir sommaire ou partiel des connaissances acquises. Cela peut être dû à une imperfection dans le processus d'acquisition ou à une défaillance dans le processus de mise en mémoire de l'information mathématique ;
- difficultés liées à la cognition : champ de connaissances limité pour des raisons qui peuvent être multiples ;
- difficultés liées au raisonnement : la construction d'un raisonnement mathématique fait appel à d'innombrables opérations mentales, complexes, qui consistent souvent à relier des parcelles de connaissances entre elles, et à les adapter à l'aide d'opérations logiques au problème dont on recherche la solution. Un manquement dans l'une de ces opérations peut altérer la construction du raisonnement mathématique dont la finalité est la production d'une solution au problème ;
- difficultés liées à la représentation : inaptitude à se représenter correctement les objets dans l'espace ou dans le temps ;
- difficultés liées à l'abstraction des concepts.

On peut donc énumérer une très grande quantité de difficultés comme celles-ci mais l'on peut également trouver des difficultés composites faites de la combinaison d'éléments des difficultés précédentes.
Néanmoins, comme dans n'importe quel apprentissage, ces difficultés peuvent être surmontées ; les aptitudes nécessaires à la pratique des mathématiques ne sont pas nécessairement liées à l'inné, et peuvent être acquises à force de pratique et d'habitude.

## Origine des difficultés en mathématiques
Acquérir la connaissance mathématique est une activité complexe qui mobilise un ensemble de ressources réflectives et projectives. Une déficience quelconque dans le fonctionnement de l'une de ces ressources comme la mémoire ou la faculté de se projeter dans la construction d'un raisonnement, par exemple, peut engendrer une difficulté mathématique, mais la réciproque n'est pas vraie, c'est-à-dire qu'une difficulté mathématique ne s'explique pas toujours par un retard dans une ou plusieurs capacités de l'esprit.
Selon Piaget, la difficulté mathématique peut commencer très tôt chez un individu, même à l'enfance, à en croire ses expériences sur les épreuves de conservation des quantités et de sériation.
Mais la difficulté en mathématiques peut aussi être d'ordre pédagogique. Une défaillance quelconque dans le processus de l'acquisition de l'information mathématique ou une gestion imparfaite de sa mise en mémoire peut aussi conduire à une ou plusieurs difficultés parmi celles énumérées précédemment. Effectuer une opération d'arithmétique (multiplication, division, etc.) par exemple se fait à l'aide de symboles (chiffres) arrangés dans l'espace avec méthode, obéissant à des règles précises. Un manquement dans la méthode d'arrangement des objets conduit inévitablement à une erreur qui passe au stade de difficulté, si elle tend à devenir chronique.
Toutefois, il peut y avoir difficulté même si celle-ci n’est pas d’ordre chronique due à une logique trop avancée ou incomplète par rapport au niveau de compréhension. L’exemple suivant démontre les limites mathématiques pour un élève suivant une méthode pédagogique dans le système d'enseignement secondaire :

Si x = y, alors x – y = 0, et donc  2 (x – y) = 0.
Mais par transitivité, x – y = 2 (x – y).
D'où, {\displaystyle \displaystyle {\frac {(x-y)}{(x-y)}}=2}
Donc, selon cette logique, 1=2.

Le paradoxe provient de l'impossibilité de la division par zéro (or justement x – y = 0).

### Difficultés d'origine psycho-affective
Dans beaucoup de situations, les psychanalystes s'appuient sur la dimension affective (élément non objectif) pour expliquer la difficulté en mathématiques. Dans son ouvrage Dimension affective en mathématiques, L. Lafortune se demande si les difficultés d'apprentissage en mathématiques ne sont pas en partie d'ordre affectif. On peut par exemple trouver les mathématiques difficiles parce qu'on n'aime pas cette matière.
En France, l'expression  être « nul en maths » est bien plus courante que pour les autres matières, rendant compte de l'ampleur du phénomène. L'expression « blocage en maths » est assez répandue également, plus précisément orientée vers l'aspect psychologique du problème.
Les anglo-saxons utilisent l'expression « math anxiety » (« anxiété liée aux maths ») pour qualifier le symptôme, décrit par exemple comme étant « un sentiment de tension, d'appréhension, de peur qui interfère avec les performances en mathématiques ».
On peut rapprocher cette anxiété de « l'anxiété de performance », ou du stress ressenti quand on passe des examens, qui bloque les moyens. Plus que les autres matières, les mathématiques semblent révéler les problèmes de confiance en soi (probablement du fait des difficultés particulières à cette matière, décrites plus haut). En mathématiques, le travail rendu est souvent perçu  comme soit juste, soit faux, sans intermédiaire entre les deux, ce qui laisse moins d'espoir que dans des matières où les gradations sont possibles. Les échecs successifs et l'incompréhension récurrente peuvent conduire au découragement plus ou moins définitif, et à la résignation acquise (ou impuissance apprise) : après une quantité variable d'efforts non suivis d'amélioration dans la matière, l'élève se fait une raison : il ne croit plus que son travail puisse se révéler fructueux, il s'imagine « nul en maths », impuissant à y changer quoi que ce soit, et n'a aucune idée de comment il pourrait s'y prendre pour arranger le problème. Le fait que les mathématiques en France soient la matière de sélection privilégiée peut aussi angoisser les élèves plus que de raison, leur avenir étant ainsi indexé à leur réussite dans la matière.
Le problème de l'anxiété liée aux mathématiques a été étudié par les psychologues anglo-saxons surtout depuis les années 1970, bien que le terme « math anxiety » soit probablement utilisé depuis les années 1950.
D'après Ashcraft, comme dans beaucoup de troubles anxieux, les élèves ayant de l'appréhension envers les mathématiques tendent naturellement vers l'évitement de la matière qui les fait souffrir, ce qui crée un cercle vicieux, les élèves ayant de ce fait encore plus de difficultés du fait du manque d'entraînement et du manque de familiarité avec les notions mathématiques...
Une autre étude d'Ashcraft indique que l'anxiété liée aux mathématiques a un effet négatif sur la mémoire de travail, rapprochant cet effet de l'interférence produite dans des situations de double-tâche : un élève anxieux a l'esprit occupé à la fois par le problème à résoudre et par sa peur des mathématiques, ce qui nuit à sa concentration.

#### Préjugés sur les mathématiques
Les mathématiques sont également précédées d'une réputation et de préjugés négatifs  qui peuvent jouer dans les difficultés rencontrées par les élèves, rendant cette discipline repoussante.
Les mathématiques sont à raison réputées être une matière difficile. Il est en théorie nécessaire d'y fournir des raisonnements logiques en plus d'une restitution simple des connaissances, ce qui en fait une matière particulière par rapport aux matières où on peut obtenir de bons résultats seulement en apprenant son cours sans nécessairement le comprendre.
Beaucoup de gens avouent simplement ne pas aimer les mathématiques, souvent sans prendre la peine de motiver leur aversion.
On peut toutefois observer les adjectifs de nature subjective fréquemment accolés à cette matière : les mathématiques seraient entre autres, sèches, froides, austères...
Même le philosophe et mathématicien Bertrand Russell leur attribua ces deux derniers adjectifs dans une phrase souvent citée : « Les mathématiques possèdent non seulement la vérité, mais la beauté suprême, une beauté froide et austère, comme celle d'une sculpture... ».
La sécheresse et l'austérité découlent de la précision nécessaire à cette activité, et du fait qu'en mathématiques on a souvent l'impression que c'est juste ou c'est faux, qu'on ne peut pas transiger. La rigueur des lois mathématiques peut donner l'impression que les mathématiques ne conviennent pas aux tempéraments créatifs et artistes, qu'elles brident toute créativité, ce qui est plus souvent vrai pour un élève qui subit ces lois que pour un chercheur qui utilise le cadre limité de ces lois pour créer de nouveaux concepts. Une plaisanterie souvent citée met en scène le mathématicien David Hilbert, à qui on annonçait qu'un de ses étudiants avait abandonné les mathématiques pour la poésie. Hilbert aurait répondu : « J'ai toujours pensé qu'il n'avait pas assez d'imagination pour devenir mathématicien ! ».

#### Préjugés sur les différences d'aptitude entre les garçons et les filles
Un autre préjugé serait que les garçons soient plus forts en mathématiques que les filles, bien que des études aient prouvé qu'il n'y a pas de différence significative.
On peut citer le problème rencontré par Mattel, qui avait commercialisé des poupées Barbie parlantes : parmi l'assortiment de 270 phrases possibles, une phrase disait : « Math class is tough ! » (« Le cours de maths est dur ! »), ce qui déclencha les protestations d'un lobby américain pour la promotion des femmes à l'université, regrettant que la poupée véhicule ce cliché sur le rapport des femmes aux mathématiques (en plus du cliché des « mathématiques difficiles »). Mattel supprima la phrase litigieuse de l'éventail des phrases possibles.
Plusieurs études ont montré que les potentialités en mathématiques des garçons sont inconsciemment surévaluées par les enseignants dès le primaire, au détriment des filles, qui sont jugées plus appliquées, plus travailleuses, mais plus « besogneuses » que douées dans cette matière,,. Cela se traduit en classe par une attention portée aux garçons plus grande (cela ayant été remarqué dans toutes les matières), ceux-ci étant plus stimulés, les filles étant inconsciemment laissées de côté : en Grande-Bretagne, les enseignants ont été filmés, puis les psychologues leur ont passé le film pour prouver leurs allégations, provoquant la surprise et l'embarras chez les enseignants qui ont reconnu le problème.
Beaucoup d'études ont montré l'importance des stéréotypes sur la réussite des filles en mathématiques et dans les sciences en général. Les filles elles-mêmes peuvent croire que les mathématiques et les sciences ne sont pas des matières très « féminines », particulièrement celles qui adoptent le plus volontiers les codes de l'identité féminine.
Les parents auraient un rôle important dans l'installation de ces stéréotypes : les garçons reçoivent des jouets plus liés aux sciences et techniques que les filles, les parents seraient plus enclins à donner des explications scientifiques à leurs garçons qu'à leurs filles, et les explications qu'ils donnent aux garçons seraient plus détaillées.

#### Influence de la famille, des enseignants
Mais les parents, du fait de leur expérience avec les mathématiques, peuvent aussi bien décourager les garçons que les filles : « Tu as du mal en mathématiques : c'est normal, dans notre famille, on n'a jamais été bon en mathématiques », dans des formes de prophéties autoréalisatrices négatives. La prophétie auto-réalisatrice est courante en éducation et peut être formulée aussi bien par les enseignants que par la famille, dans toutes les matières ; elle consiste à préjuger des dons ou faiblesses supposés d'un élève, et à le pousser à travailler et s'améliorer dans la matière si on lui suppose des dons ou à inconsciemment le décourager dans le cas contraire.
Également présent dans toutes les matières, l'effet Pygmalion peut aussi créer artificiellement ce type d'aptitudes ou d'inaptitudes.

## Solutions proposées
Il est relativement normal de rencontrer des difficultés en mathématiques.
On attribue souvent à Einstein cette boutade : « Ne vous inquiétez pas si vous avez des difficultés en mathématiques : je peux vous assurer que les miennes sont bien plus importantes ! »
Lorsqu'un élève n'arrive pas à maîtriser ces difficultés par son seul travail, ou a trop de lacunes ou trop de retard, l'école peut lui proposer de l'accompagnement individualisé. Certaines associations peuvent offrir du soutien scolaire gratuit, et il y a bien entendu beaucoup d'organismes payants qui se proposent de régler le problème, louant les services d'étudiants et de professeurs de mathématiques.
Dans le cas de difficultés d'origine nettement psycho-affectives, il peut être utile de tenir compte de l’appréhension et du rejet éprouvé par l'élève, afin de lui redonner confiance en ses capacités à faire des mathématiques, de façon qu'il abandonne progressivement ses stratégies d'évitement et puisse se remettre au travail.